# 押し付け憲法論
押し付け憲法論（おしつけけんぽうろん）とは、1945年（昭和20年）に日本がポツダム宣言受諾後、講和条約を締結する以前の占領統治期に連合国軍最高司令官総司令部（GHQ/SCAP）が日本に対して日本国憲法を押し付けてきたという理論である。憲法学における論題の一つであり、この説の主な論客には京都大学教授であった大石義雄がいる。

## 概要
法学者高柳賢三・大友一郎・田中英夫の『日本国憲法制定の過程』によると、日本国憲法の制憲過程はGHQの意向が強く反映されたものであり、1946年2月13日のホイットニーGHQ民政局長との面談席上でGHQ草案の採用が「天皇ノ保持」のため必要でありさもなければ「天皇ノ身体」の保障は出来ないなる主旨の「脅迫」めいた主旨の発言があったことは2月19日時点で幣原内閣の閣僚、3月には昭和天皇や枢密顧問官に報告されている。この経緯は1954年7月7日に憲法改正担当大臣であり直接の当事者であった松本烝治により自由党憲法調査会において広く紹介され、「これでは脅迫に他ならないではないか」という見方を広く導き出すことになった。この主旨での「押し付け憲法論」が広く国民の間に広がったのはこの松本演説によるところが大きい。
政治学者岩本勲の研究論文によれば、押し付け憲法論は改憲論の基底にある論の一つである。同論文および法学者森下敏男の論文によると、日本国憲法はブルジョア憲法（資本主義憲法）に該当し、押し付け憲法論はこれを押し付けられた憲法と見なしている。改憲論は資本主義憲法の改憲を目指しているため福祉国家論と結びついているとする研究もあるが、諸説ある。

### 憲法改正過程におけるGHQ関与の経緯
1945年8月14日のポツダム宣言受諾直後、昭和天皇は9月21日、内大臣木戸幸一に憲法改正問題について談じられたと見られ、木戸は拝謁後に内大臣秘書官長松平康昌に対して改正問題につき調査を依頼する。木戸と近しい近衛文麿元首相はダグラス・マッカーサーGHQ司令長官と会談。マッカーサーより改憲の指揮を執ることを勧められたため、10月11日に近衛は内大臣御用掛となり、13日にはさらに佐々木惣一が内大臣府御用掛に任命され調査が開始される。内大臣府の調査は、木戸の学習院時代の同級生であった高木八尺東大教授とジョージ・アチソンGHQ政治顧問が窓口となって連携して進み、帝国憲法の天皇大権の建前と、民主主義の復活強化というポツダム宣言の要請を両立させた穏当な改正案の立案が進む。
一方、これとは別に時の総理であった幣原喜重郎は、当初は改憲に消極的であったが、閣僚からは憲法問題は内閣が責任を負うべきと批判的な意見が出され、また内大臣府による調査が報道されるにあたり、これに対抗するように憲法調査委員会（松本委員会）を発足させ、並行して調査を実施。同委員会は閣議了解による非公式組織であり、昭和天皇の諮詢から組織された内大臣府の調査と競合したものであった。内大臣府の調査は11月1日にこれを支持しない旨のGHQの声明が発出されたのちも続行されたが、戦前の近衛内閣が日本を敗戦に導いたことから近衛が関わる内大臣府の調査へのメディアからの風当たりは強くなり、11月24日には内大臣府自体が廃止となり、これに先立つ22日に近衛は天皇に「要綱」を奉答した。近衛と意見が一致しなかった佐々木は24日に自身の改憲案について天皇へ進講を行った。内大臣府の調査は松本委員会に提出されるが、松本委員会はこれを省みることなく独自の調査を継続。松本委員会の憲法改正方針は、天皇大権自体には手を加えず、運用面での民権拡大をするという、内大臣府案と較べて小幅な改正に留まるものであった。
この頃、GHQでは、民政局の機構が整備、文官の権力が拡大。内大臣府と連携していたアチソン政治顧問ら参謀部の武官の影響力が低下する。一方で松本委員会の調査自体もGHQ側との連携を行わなかったことから、憲法改正に関して日本とGHQの間が没交渉常態になる。
1946年2月1日、松本委員会の改正案（憲法改正要綱、松本試案）が毎日新聞にスクープされ、民政局の知るところとなる。松本試案の文面上の修正が小幅にとどまったことから、民政局はその「旧態依然」ぶりに衝撃を受け、憲法改正に介入。民政局が突貫作業で起草した草案（マッカーサー草案、GHQ草案）が2月13日、吉田茂外相に手交される。この時、GHQ側より、GHQ草案の受諾が「天皇のpersonを護る唯一の方法」との発言があり、これが「押し付け憲法論」の議論につながるGHQの脅迫の嚆矢となる。改憲の実務を担った佐藤達夫内閣法制局第一部長は、この日を「日本国憲法受胎の日」と評している。
日本政府は、GHQ草案の翻訳と政府草案の作成を行いつつ、帝国議会等の審議における修正の可否を確認したが、2月21日に幣原首相と会談したマッカーサー総司令官は、1条（象徴天皇制）と9条（戦争放棄）の2点は譲歩不可能と回答。翌日に吉田、松本両大臣と面会したコートニー・ホイットニー民政局長は他の条文も含み譲歩の余地はほぼなし、という状態であった。
マッカーサー本人は、安定的な占領統治のためには天皇制の存続は必要で、また改憲を強制したことが露見するのを避けるべきと考えており、あくまで建前では帝国議会における自由な議論が行われるよう取りはかられた。憲法改正担当の国務大臣となった金森徳次郎は、6月19日、就任に際し、帝国議会での「修正は自由だと思ふ」と発言している。しかし実態は、政治家がGHQ草案に公然と異を唱えることは、事実上不可能であった。この頃、GHQは政治家や官僚、学者などの公職追放が行われており、建前上は戦争協力者が対象であったが、実際には、GHQの占領政策で都合が悪いと見なされた者が追放されるなど、恣意的な運用が常態化していると考えられていた。また、民政局官僚が日本側の責任者に対して、円滑な占領行政を、立法手続きなどにこだわって遅延させた場合には懲罰として追放することをほのめかすなども、日常茶飯事であった。
そのため、憲法審査の方針を巡っては、帝国議会での正規の審査が始まり前に、大臣や議員が非公式な懇談会の形で内密に集まり、意見交換が行われた。結果、GHQ草案からの文面上の修正は極力行わず、文字通りの運用を行うと支障をきたす規定については、成立後の憲法解釈で調整を行うという暗黙の了解が成立。金森大臣も、上述の就任時のコメントより以前、大臣内定段階で出席した非公式会合では、「憲法の表現は政治的に種々制限があるから解釈で之を補ふことが必要である」と述べている。
これらの事前整理が終わった後の6月20日、帝国議会における公式の審議が開始されたが、上述の経緯から、審議は波風が立たぬよう、細心の注意の下で進められた。審議内容はGHQによる事実上の事前審査が行われており、この路線から逸脱する質問がなされた場合は、これに応じて修正した場合にはGHQとの追加折衝であらぬ方向への改正を要求される可能性があることから、言を左右して修正要求を撥ねつけたり、速記を中断して議事録に残らない形で意見を整理、議事録上は体裁を整えるなど、おおよそ自由な議論とはいいがたい事態が横行した。
一方で、革新政党として民政局の社会主義官僚と近しい立場にあった日本社会党は、GHQと積極的に友好関係を築き、生存権に関する条項（第25条）の挿入に成功するなど、GHQとの交渉により自らの政治目標を達成するなど、権力をふるう例もあった。反対に、皇室財産に関する規定（第88条）を巡って介入した樋貝詮三衆議院議長は、その言動を社会党に問題視され、辞職に追い込まれた。
結局、憲法改正議論は表面上は円滑に進み、1946年11月3日に公布される。

## 論点
1907年（明治40年）に署名されたハーグ陸戦条約（日本では明治45年条約第4号、「陸戦ノ法規慣例ニ関スル条約」）の条約附属書「陸戦ノ法規慣例ニ関スル規則」の第43条に、「国の権力が事実上占領者の手に移りたる上は、占領者は、絶対的の支障なき限、占領地の現行法律を尊重して、成るべく公共の秩序及生活を回復確保する為施し得べき一切の手段を尽すべし。」と定められ、占領軍が占領地域の法律を尊重することを定めている。第二次世界大戦にハーグ陸戦条約が直接適用されたかどうかについては議論があるが戦時慣習法では占領者が被占領者に対して憲法のような根本法の改正に介入あるいは命令する事は禁止されていると考えられている。
また、日本が受け入れたポツダム宣言の第12項においても「前記諸目的が達成せられ、且日本国国民の自由に表明せる意思に従い平和的傾向を有し且責任ある政府が樹立せらるるに於ては、聯合国の占領軍は、直に日本国より撤収せらるべし。」（原文は片仮名体）との文言があることから、ポツダム宣言上も憲法改正を行うのであれば日本国民が主体的に行うべきであったにもかかわらず、連合国軍最高司令官総司令部（GHQ/SCAP）などの強力な指導の下で決められたとの指摘がある。
法理論としては大日本帝国憲法（明治憲法）の天皇主権から、日本国憲法の国民主権に移行するさいに、大日本帝国憲法第73条に従った改正であったと見なした場合（憲法改正説）、君主主権の憲法が国民主権の憲法を生み出すことができるかとの視点から、できる（憲法改正無限界説）・できない（憲法改正限界説・無効説）との論が立つ。主権という究極を憲法法規が自立的に否定することはできない（限界説・無効説）との論は理論的にはばかにできないもので、八月革命説などがこれを回避するために提案された。一方憲法改正無限界説にたてば、明治憲法73条の規定に即した改正であったかどうかが論点となり、ここで押し付け憲法論が争点となる。
制定時に枢密院で審査委員として関わった野村吉三郎も「マッカーサーから強要」や「無条件降伏というような状況であつて、彼らの言うがままになるほかないというような空気」と述べている。マッカーサー草案から日本政府草案作成に参画した白洲次郎は「この憲法は占領軍によって強制されたものであると明示すべきであった。歴史上の事実を都合よくごまかしたところで何になる。後年そのごまかしが事実と信じられるような時がくれば、それはほんとに一大事であると同時に重大な罪悪であると考える」と述べている。
アメリカ合衆国副大統領のジョー・バイデンは2016年に、「私たちが（日本を）核武装させないための日本国憲法を書いた」と述べ、日本国憲法の起草者がアメリカであることを明言している。
押し付け憲法論以外の立場を取る学者等からは、反論、指摘等がされている。詳細は以下を参照。

## 指摘と反論
押し付け憲法論に対しては、いくつかの指摘とその反論がある。

### ハーグ陸戦条約の効力
指摘（1）：ハーグ陸戦条約は交戦中の規定であり、ポツダム宣言を受諾した時点で日本の戦争は終結しており、これに当たらない。
反論（1）：サンフランシスコで締結された日本国との平和条約（サンフランシスコ講和条約、日本では昭和27年条約第5号）の第1条（戦争の終了、主権の承認）には、「（a）日本国と各連合国との間の戦争状態は、第23条の定めるところによりこの条約が日本国と当該連合国との間に効力を生ずる日に終了する。（b）連合国は、日本国及びその領水に対する日本国民の完全な主権を承認する。」とあり（なお、第23条は批准・効力発生条件の条文）、日本と連合国との戦争状態は、ポツダム宣言受諾ではなくこの条約の発効によって正式に終了したのであり、「日本国憲法の制定」時点においては国際法上は休戦状態であった。
指摘（2）：ハーグ陸戦条約付属書の第三款（42条以降）は交戦中の占領政策に関する規定であり、休戦後は拘束されない。

### ポツダム宣言の効力
指摘：ポツダム宣言の受諾によって、同宣言は、「陸戦ノ法規慣例ニ関スル条約」（ハーグ陸戦条約）およびその条約附属書「陸戦ノ法規慣例ニ関スル規則」とともに一般的な国際法と同等の効力となった。「吾等は、日本人を民族として奴隷化せんとし、又は国民として滅亡せしめんとするの意図を有するものに非ざるも、吾等の俘虜を虐待せる者を含む一切の戦争犯罪人に対しては、厳重なる処罰を加えらるべし。日本国政府は日本国国民の間に於ける民主主義的傾向の復活強化に対する一切の障礙を除去すべし。言論、宗教及思想の自由並に基本的人権の尊重は、確立せらるべし。」（ポツダム宣言第10項、原文は片仮名体）により、日本国は民主主義の障壁除去、自由・人権の尊重の確立をなすべき義務を負い、この義務の履行として日本国憲法が制定された。また、特別法は一般法に優先するので、ポツダム宣言の方が優先されることは明らかである。
反論：戦時国際法によれば、ポツダム宣言は占領軍の撤退条件を提示したものである。明治憲法には国際条約が憲法に優越するという法解釈（条約優位説）はない。

### 大西洋憲章
指摘：大西洋憲章には民族自決権が謳われているが、降伏条件として国体護持を出し、日本国の最終の政治の形態は日本国民が自由に表明した意思で決めるとしたにもかかわらず、憲法改正を指示したり極東委員会による文民条項についての干渉（ソビエトの意向から極東委員会、GHQというラインを通じた干渉）をおこなっており、極東委員会とマッカーサー総司令部はポツダム宣言及び降伏文書に違反している。

### 憲法制定手続き
指摘：日本国憲法は連合国軍最高司令官総司令部（GHQ/SCAP）の強力な指導の下で制定したものであるが、当時の世論調査などを見ても日本国民は歓迎しており、また約6ヶ月に及ぶ衆議院と貴族院における審議や衆院選によって国民が自主的に選択したこと、および旧大日本帝国憲法の改正手続きも踏んでいることから、実質的意味において日本国の手で作ったとほぼ同意義であり。無効論は通じない。また、新憲法制定過程において言論統制がなされたとは考え難く、各種の憲法草案が存在し、世論に是非を問うていたのは明らかだ。
反論：改正手続を踏んだものではあるが、その内実は連合国軍最高司令官総司令部（GHQ/SCAP）が1945年9月10日に、SCAPIN-16「言論及び新聞の自由に関する覚書」 、同9月21日に、SCAPIN-33「日本に与うる新聞遵則」などのプレスコードにより言論は統制されており、日本国憲法に表立った反対はできない状況下であったので手続きに問題がある。保革双方から各種の憲法草案が出されたのは確かだが、GHQが憲法草案を出して以降は、これに反対する書籍等は発禁処分になっており、これに違反したとして朝日新聞社は二日間の業務停止命令を受けている。貴族院議員であり審議にも参加した美濃部達吉教授や佐々木惣一教授は「新憲法は圧倒的多数（反対票は8票のみ）で可決されたが、議員は内心とは違う行動を取らざるを得なかった」と述べており、制定過程に瑕疵がある事は確かだ。

### 押しつけは事実誤認である
指摘：現在の憲法は憲法研究会が発表した憲法草案要綱をGHQが参考にして制定されたものである為、米国が一方的に押し付けてきたものであるとは言えない。
反論：当時作成された多くの憲法草案の中で、憲法研究会の憲法草案要綱が特に国民の間で支持されていたことを示す資料はない。1946年2月13日に日本政府が提出した「憲法改正要綱」に対する回答を聴取するためGHQを訪れた松本国務大臣と吉田茂外務大臣は、ホイットニーから「マッカーサー草案」を手交され、その際、日本政府の改正案（「憲法改正要綱」）はGHQにとって承認しがたいこと、提示した草案（「マッカーサー草案」）は米本国・連合国・極東委員会において承認されていること、現在の日本政府の改正案を保持したままでは天皇の地位を保障することが難しいこと、提示した草案と基本原則を一にする改正案を速やかに作成し、その提示を切望することなどが申し渡されている。日本国憲法第66条の文民規定については、極東委員会の要請でGHQが引きさがらず、金森憲法担当国務大臣がその旨を第1回小委員会でのべざるをえなかった。結局シビリアンを「文民」という日本語にして、修正案はできあがった。
指摘：原案作成時の「密室の7日間」に焦点を絞れば押し付けになるかもしれないが、時間の軸･場の軸を外して立法者論を採用すれば押し付けとはならない。憲法の骨格について外国人の賢者がやってきて議論する、骨格をつくるというのは一つのあるべき姿である。そもそも女性が選挙権を持たず、土地改革がなされず、農民が小作で、労働者の人権も認められない、教育の自由も宗教の自由もない社会を我々は望まない。これは当時の権力機構･政治経済体制に基盤を置いた政治家たちからは絶対に出てこない発想であって、芦田均や幣原、安倍能成など保守リベラル派が国際的視野にたって原案作成に取り組んだ事実を確認すべきである。明治憲法の原案もお雇い外国人だったヘルマン・ロエスレルが起案したものである。
反論：幣原内閣の憲法問題調査委員会（松本委員会）が作成した案（松本試案）は帝国憲法を基礎として大正デモクラシーの復活を目標に作成され幣原内閣の公式案としてGHQに提示されたものであるが、日本国憲法とは似ても似つかない。日本国憲法を押し付けられたものでなく幣原らが自主的に作成した原案としてとらえるなら、松本試案と日本国憲法の差について合理的に説明する必要がある。
なお、女性参政権・労働組合法は憲法改正を待たずして導入されており、女性参政権や労働者の権利と帝国憲法が両立しないというのは事実誤認である。農地改革は戦前から農林省で検討されており、実施されなかったのは帝国憲法の制約ではなく地主層の抵抗による。また、日本国憲法は帝国憲法より財産権の保障を強化しており、農地改革はむしろ帝国憲法時代より困難になっている。

### 瑕疵は治癒された
指摘：現在の憲法が押し付けであることを認めつつ、すでに数十年間運用されてきた事実をもって、憲法は主権者である国民に追認されたとする意見がある。
民主的手続きが徹底されていれば、不都合があれば主権者たる国民の手によって変更しうるものであり、法定追認の形で一種定着をした、とする。